# Jennifer Saunders
Jennifer Saunders, född 6 juli 1958 i Sleaford, Lincolnshire, är en brittisk skådespelare och manusförfattare.
Saunders är känd som ena halvan av komikerduon French & Saunders och från den brittiska komediserien Helt hysteriskt som hon både skrev och spelade en av huvudrollerna i.
Jennifer Saunders är gift med skådespelaren Adrian Edmondson.

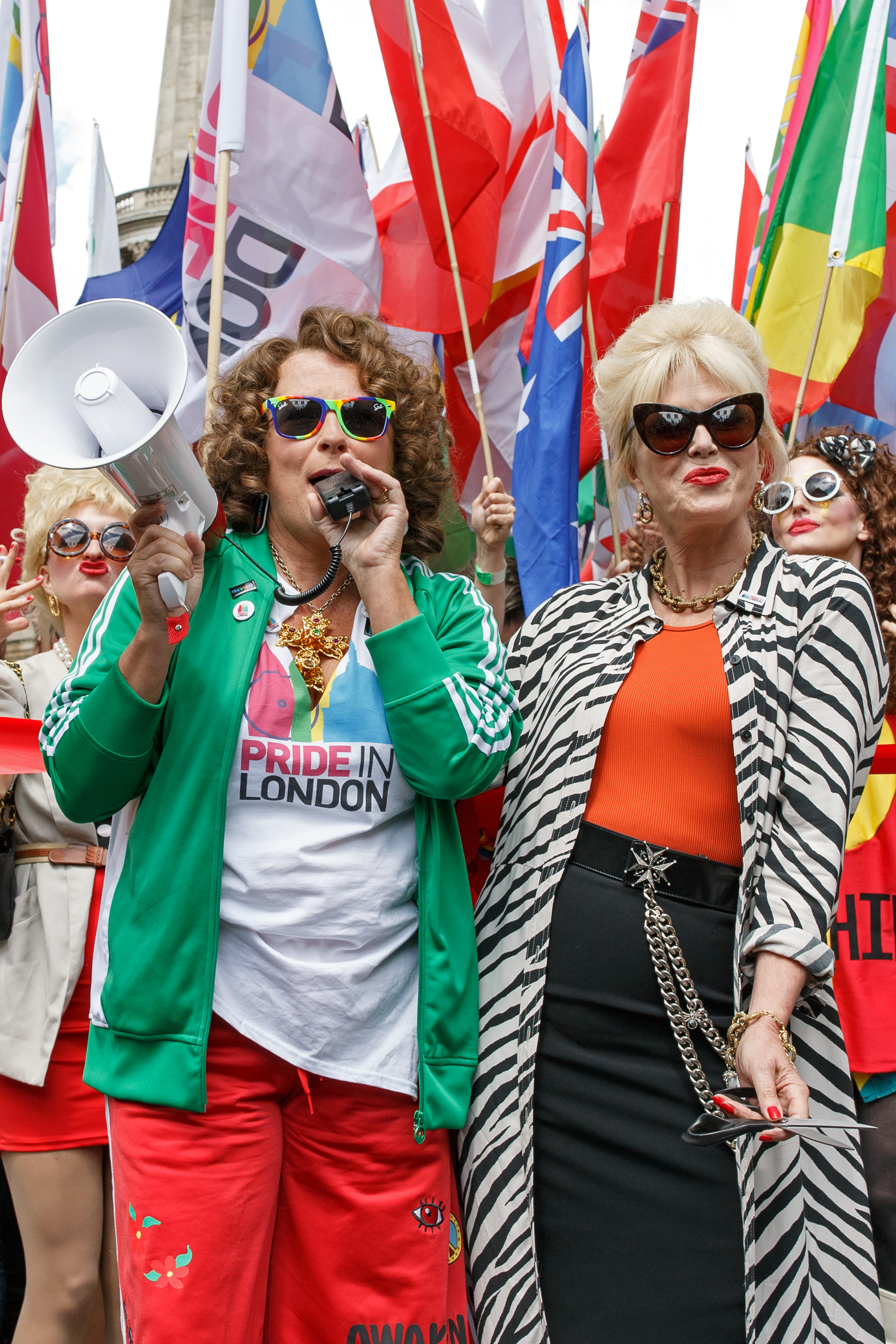
Jennifer Saunders (vänster) tillsammans med Joanna Lumley (höger) som sina karaktärer Edina Monsoon och Patsy Stone under London Pride 2016.

## Filmografi i urval
- 1992–2012 – Helt hysteriskt (TV-serie)
- 1995 – Bakom kulisserna
- 1996 – Mupparna på skattkammarön
- 1997 – Spice World
- 1998 – Vänner (TV-serie) (gästroll)
- 2004 – Shrek 2 (röst)
- 2009 – Coraline och spegelns hemlighet (röst)
- 2013–2014 – Blandings (TV-serie) (13 avsnitt)
- 2015 – Minioner (röst)
- 2016 – Absolutely Fabulous: The Movie
- 2016 – Sing (röst)
- 2021 – Sing 2 (röst)
- 2024 – 200% varulv – En pudel i flocken 2 (röst)
- 2026 – The Magic Faraway Tree